# Офтрінген
Офтрінген (нім. Oftringen) — місто  в Швейцарії в кантоні Ааргау, округ Цофінген.

## Географія
Місто розташоване на відстані близько 55 км на північний схід від Берна, 13 км на південний захід від Аарау.
Офтрінген має площу 12,9 км², з яких на 30,7% дозволяється будівництво (житлове та будівництво доріг), 35,5% використовуються в сільськогосподарських цілях, 33,8% зайнято лісами, 0,1% не є продуктивними (річки, льодовики або гори).

## Демографія
2019 року в місті мешкало 14 101 особа (+14,5% порівняно з 2010 роком), іноземців було 36,9%. Густота населення становила 1097 осіб/км².
За віковим діапазоном населення розподілялося таким чином: 20,7% — особи молодші 20 років, 63,2% — особи у віці 20—64 років, 16,1% — особи у віці 65 років та старші. Було 6095 помешкань (у середньому 2,3 особи в помешканні).
Із загальної кількості 5371 працюючого 98 було зайнятих в первинному секторі, 1412 — в обробній промисловості, 3861 — в галузі послуг.